# 金沙县
金沙县是中华人民共和国贵州省毕节市下辖的一个县，在贵州省西北部，北隔赤水河邻接四川省。面积2258平方公里，2002年人口57万。邮政编码551800，县政府驻鼓场街道。

## 行政区划
金沙县下辖5个街道办事处、14个镇、1个乡、6个民族乡：
鼓场街道、岩孔街道、西洛街道、五龙街道、民兴街道、安底镇、沙土镇、禹谟镇、岚头镇、清池镇、柳塘镇、平坝镇、源村镇、木孔镇、长坝镇、茶园镇、后山镇、高坪镇、化觉镇、石场苗族彝族乡、桂花乡、太平彝族苗族乡、安洛苗族彝族满族乡、新化苗族彝族满族乡、大田彝族苗族布依族乡和马路彝族苗族乡。

## 交通
- 杭瑞高速公路过境
- 赤望高速公路过境
- 贵金古高速公路(计划)过境
- 326国道过境
- 212国道过境
- 740县道
- 023县道